# 玉井陸斗
玉井 陸斗（たまい りくと、2006年9月11日 - ）は、日本の飛込競技選手。身長160cm、体重55kg（世界水泳ブダペスト2022開催時点）。パリオリンピック銀メダリスト。

## 経歴
兵庫県宝塚市出身で、2人兄弟の次男として生まれた。名前の由来は大陸のように広い心を持ってほしいとの思いから。3歳で水泳を始め、小学1年のころ飛び込み教室に参加したことをきっかけに飛込競技を始める。
その後、多くのオリンピック選手を育てた馬淵崇英コーチのもとで技を磨き、シニアデビュー戦となった2019年4月に行われた日本室内選手権飛込競技大会では史上最年少の12歳7ヶ月で優勝を果たした。同年7月の世界水泳選手権には年齢制限のため出場を逃したが、9月の日本選手権では世界選手権4位相当の498.50点で優勝、2020年に行われた日本選手権ではリオデジャネイロオリンピック3位相当の528.80点を叩き出している。
2021年の東京オリンピックのテスト大会および最終予選を兼ねたワールドカップでは準決勝で9位に入り、東京オリンピックに内定した。メダル獲得を目標として臨んだ決勝では8位を記録した。
2020年東京オリンピックの飛込競技男子高飛び込みでは決勝に進み431.95点を出して7位入賞となり、日本勢として21年ぶりの決勝進出と入賞となった。
2022年、須磨学園高等学校に入学。同年7月3日、第19回世界水泳選手権大会の男子高飛び込み決勝で488.30点を出して銀メダルを獲得し、日本勢としてこの種目初めてのメダル獲得となった。
2024年5月の五輪テスト大会では東京五輪金メダルの曹縁を抑えて優勝。8月パリオリンピック10m高飛込の決勝で507.65点をマークし、銀メダルを獲得。飛び込み競技では男女通じて日本人初のメダル獲得。帰国後に行われた全国高校総体で672.80点で優勝、日本選手権でも524.50点で優勝、どちらも2位に圧倒的な点差をつけての優勝であった。

## 人物
- 憧れの選手は同門の先輩寺内健[4]。
- 好きな食べ物は牛タン[12]。

## 主な戦績

### 2019年
- 日本室内選手権飛込競技大会 - 優勝
- 第95回日本選手権水泳競技大会飛込競技 - 優勝

### 2020年
- 第96回日本選手権水泳競技大会飛込競技 - 優勝

### 2021年
- 2020年東京オリンピック - 7位

### 2022年
- 第19回世界水泳選手権大会 飛込競技（10m 高飛び込み） - 2位

### 2024年
- 2024年パリオリンピック - 2位

### 2025年
第22回世界水泳選手権大会 飛込競技（10m 高飛び込み、10m シンクロ高飛び込み） - 6位、8位